# 佩德拉杜安塔
佩德拉杜安塔是巴西米纳斯吉拉斯州的一个市镇。总面积163.788平方公里，总人口3672人，人口密度22.4人/平方公里。